# Schwalbe Women's One Day Classic 2025
De eerste editie van de Australische wielerwedstrijd Schwalbe Women's One Day Classic vond plaats op 26 januari 2025. De rensters legden een parcours af van 4,5 kilometer door de stad Adelaide dat ze twintigmaal aflegden, de wedstrijd was in totaal 90 kilometer lang. Vijftig rensters vormden de groep die zou gaan sprinten om de zege, de Franse Clara Copponi won deze massasprint. Naast Copponi stonden de Australische Georgia Baker en de Italiaanse Rachele Barbieri op het podium.
De wedstrijd was onderdeel van de UCI Women's ProSeries.

## Uitslag
| Plaats  | Naam                  | Ploeg                      | tijd     |
| ------- | --------------------- | -------------------------- | -------- |
| Winnaar | Clara Copponi         | Lidl-Trek                  | 2u03'59" |
| 2       | Georgia Baker         | Liv AlUla Jayco            | z.t.     |
| 3       | Rachele Barbieri      | Team Picnic PostNL         | z.t.     |
| 4       | Chloé Dygert          | CANYON//SRAM zondacrypto   | z.t.     |
| 5       | Sofia Bertizzolo      | UAE Team ADQ               | z.t.     |
| 6       | Kathrin Schweinberger | Human Powered Health       | z.t.     |
| 7       | Ally Wollaston        | FDJ-Suez                   | z.t.     |
| 8       | Silvia Zanardi        | Human Powered Health       | z.t.     |
| 9       | Kristýna Burlová      | CERATIZIT Pro Cycling Team | z.t.     |
| 10      | Alexandra Manly       | AG Insurance-Soudal Team   | z.t.     |
|         |                       |                            |          |
| 11      | Anouska Koster        | Uno-X Mobility             | z.t.     |
| 19      | Justine Ghekiere      | AG Insurance-Soudal Team   | z.t.     |

Schwalbe Women's One Day Classic · 
Ronde van Valencia · 
Wielerweek van Valencia · 
GP Oetingen · 
Nokere Koerse · 
Dwars door Vlaanderen · 
Brabantse Pijl · 
Clásica Féminas de Navarra · 
Veenendaal-Veenendaal Classic · 
Ronde van Thüringen · 
GP Fourmies · 
GP Stuttgart · 
Ronde van Emilia · 
GP Ciudad de Eibar · 
Ronde van de Drie Valleien